# José Antonio Álvarez Benítez
José Antonio Álvarez Benítez, nacido el 11 de septiembre de 1960, es un exfutbolista español, que comenzó jugando en el Arcense de su ciudad natal, para luego pertenecer al Cádiz CF en 1977. También jugó en Castilla CF, Real Jaén, CD Tenerife Real Murcia o Villarreal Club de Fútbol, entre otros.

## Trayectoria
José Álvarez, nació en Arcos de la Frontera, Cádiz Andalucía. Sus comienzos en el mundo del fútbol se remontan a la temporada 76-77 en el Arcense de Preferente, club de su localidad de nacimiento. A la edad de 19 años, comenzó a manifestar sus habilidades deportivas. En la temporada 77-78, fue contratado por Cádiz CF para el juvenil nacional. Este año jugó la última mitad de la temporada en el Real Murcia de la Segunda División, con el que jugó algún partido con el conjunto murciano.
En la temporada siguiente, 78-79, Álvarez, regresó a Cádiz y entraría ya a ser jugador de la primera plantilla del conjunto cadista de la mano de Roque Olsen, quien le daría la oportunidad de debutar en Segunda División A, jugando 18 partidos y marcando cuatro goles en dicha temporada. Debutó en Segunda, el 9 de septiembre de 1979, en la 2°, jornada de liga, en Cádiz, frente al Levante UD, con victoria del club gaditano 4-0, anotando Álvarez, su primer gol en 2°A, en el minuto 37. 
Para la 80-81 José Álvarez cambiaría de aires y firma por el CD Tenerife, que entrenaba Joseíto, completando una muy buena labor en el Grupo I de la Segunda B. Quedó en 5° posición de la liga con 45 puntos. Sus buenas actuaciones permitirían que al año siguiente el Real Madrid se fijara en él y lo incorporara para su filial.
De la mano de Amancio Amaro, que por aquel entonces era el entrenador del Castilla de Segunda “B”, en la temporada 82-83. Hizo su debut con el Castilla, el 7 de mayo de 1983. José pudo hacer realidad su sueño de poder jugar y vestir esa camiseta de uno de los mejores equipos del mundo. Coincidió con ilustres del fútbol como Ochotorrena, Chendo, Michel Butragueño, etc. Jugó su último partido con la camiseta madridista el 27 de abril de 1980, en la jornada 33, con derrota 0-1, frente al Real Valladolid. Tras la finalización de dicha temporada, Álvarez firmaría por el Real Jaén. La primera campaña con la camiseta blanca 83-84, de la mano de Neme en el banquillo y de Amadeo Pérez en la presidencia, José Álvarez jugaría un buen número de partidos y destacando su labor y sus goles, pese a que en dicha temporada no podemos olvidar aquel fatídico día del Antequerano del que mejor no acordarnos. Consiguió con el Jaén en liga en un tercer puesto en la liga con 47 puntos, a uno del Ascenso y a dos puntos del campeón el Lorca.
En el siguiente ejercicio 84-85, Álvarez continuaría de blanco con Juanjo en el banquillo. Fue una temporada complicada. Tras la destitución de Juanjo, Ruiz Sosa ocuparía su lugar, pero en lo deportivo no hubo solución. Esta temporada quedaría en 7° lugar con 40 puntos. Para la 85-86 se contaría de nuevo con los servicios de este gaditano en lo que sería su última temporada con la camiseta blanca. Difícil año que se llegó a contar hasta con tres entrenadores. En las tres campañas de José Álvarez en el Real Jaén ha llegado a disputar casi un centenar de partidos en los cuales llegaría a marcar un total de 20 goles, 17 en liga y 3 en copa.
Tras desligarse del R. Jaén firmaría por el CD Ronda, de Tercera División. Debutó con el Ronda, en la 1°Jornada de liga, el 31 de agosto de 1986. Con el CD Ronda, quedó en cuarta posición de liga con 52 puntos lo que le permitió disputar el play off de promoción de ascenso a 2°B. Para posteriormente recalar en el Villarreal CF, de Segunda B, entrenado por Luiche. Con el qué consigue quedar en segunda posición, con 48 puntos, sin poder conseguír el ascenso a 2°A. Su debut con el submarino amarillo, se produjo en la primera jornada de liga en el El Madrigal, el 30 de agosto, de 1987, con derrota 0-1 frente al Ceuta. Jugó su último partido con victoria 2-1, sobre el Benidorm CD. 
José, tras estar dos campañas fuera de la provincia de Jaén, decidiría volver a tierras jiennenses en la 88-89 y firmar por el Úbeda CF, de Tercera División, realizando una buena campaña. Su debut, con el club de los Cerros, se produjo el 4 de septiembre de 1988, en la primera jornada del G°IX de Tercera División, con victoria ubetense 4-0 sobre la UD San Pedro. Con el cuadro verde jugo 38 partidos de liga anotando 11 goles. Su último partido con el Úbeda, fue en la última jornada de liga, cien el Estadio del San Miguel, con victoria del Úbeda, 6-0, sobre el Atlético Benamiel, anotando dos goles. Tras su buena temporada en el conjunto ubetense, terminará el año siguiente recalando así en el Martos CD. El conjunto marteño era uno de los equipos más atractivos en Tercera para los jugadores.  Debutó con el Martos, con derrota frente al At. Benamiel. Las dos siguientes campañas firmaría por el comprovinciano Torredonjimeno CF, club en el que militaría dos temporadas más, disputando incluso los play off para ascender a Tercera, aunque sin mucho éxito. Dejó la práctica del fútbol tras su estancia en el club tosiriano.
En la actualidad José Álvarez se dedica a su negocio particular como corredor de seguros y también, en cuerpo y alma, a la Asociación de Veteranos del Real Jaén de la cual, aparte de ser vocal, es el encargado de dirigir desde el banquillo. Una labor que, sin duda, está brillando con luz propia ya que se encarga de todo lo referente a este colectivo que además, está creciendo ostensiblemente en los últimos tiempos.

## Clubes
| Club              | País   | Año       |
| ----------------- | ------ | --------- |
| Arcense           | España | 1976-1977 |
| Cádiz CF          | España | 1978-1980 |
| CD Tenerife       | España | 1980-1981 |
| RM Castilla CF    | España | 1981-1983 |
| Real Jaén         | España | 1983-1986 |
| CD Ronda          | España | 1986-1987 |
| Villarreal CF     | España | 1987-1988 |
| Úbeda CF          | España | 1988-1989 |
| Martos CD         | España | 1989-1990 |
| Torredonjimeno CF | España | 1990-1992 |